# Pandora delphacis
Pandora delphacis är en svampart som först beskrevs av Hori, och fick sitt nu gällande namn av Humber 1989. Pandora delphacis ingår i släktet Pandora och familjen Entomophthoraceae.   Inga underarter finns listade i Catalogue of Life.